# Sơn ca mào
Sơn ca mào, tên khoa học Galerida cristata, là một loài chim trong họ Alaudidae.
Phổ biến ở lục địa châu Âu, sơn ca mào cũng có thể được tìm thấy ở phía bắc châu Phi và ở các vùng phía tây châu Á và Trung Quốc. Sơn ca mào là một loài chim không di cư, nhưng đôi khi có thể được tìm thấy dưới dạng các cá thể lang thang ở Vương quốc Anh.

## Tham khảo

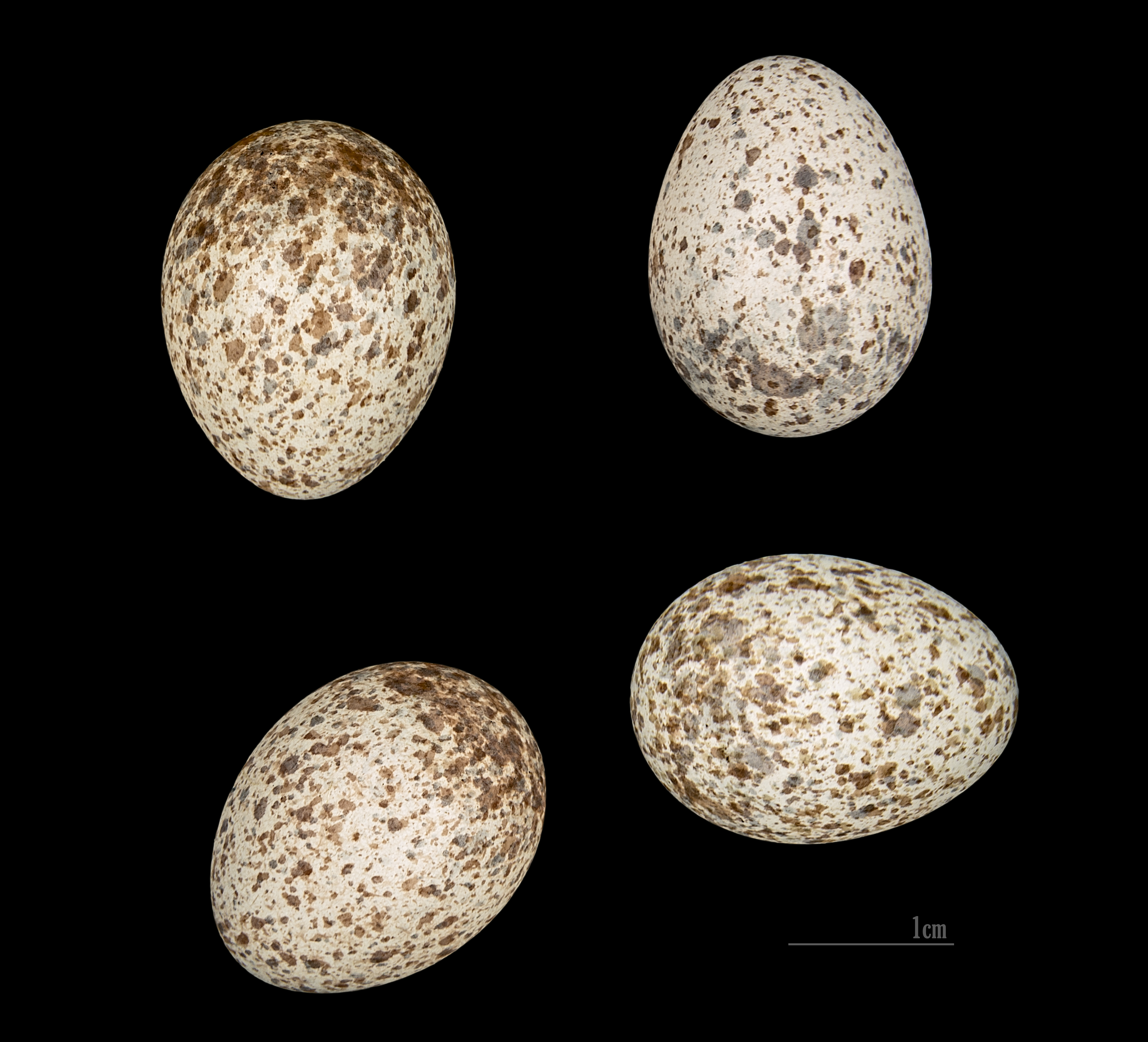
Trứng Galerida cristata